# 八千穂村
八千穂村（やちほむら）は、長野県南佐久郡にあった村。2005年3月20日に隣接する佐久町と合併し、佐久穂町となった。
NHKの外国放送受信施設がある。

## 地理
村の中央を千曲川が流れる。

### 隣接していた自治体
- 茅野市
- 南佐久郡 : 佐久町、小海町

## 歴史
- 1956年（昭和31年）9月30日 - 畑八村・穂積村が合併して発足。
- 1958年（昭和33年）3月25日 - 小海町の一部（千代里の一部）を編入。
- 1959年（昭和34年）12月 - 全国に先駆け全村健康診断が始まる。
- 2005年（平成17年）3月20日 - 隣接する佐久町と合併。新自治体名は両町村の文字を取って「佐久穂町」（さくほまち）になった。このとき「八千穂町」という意見が2位を占めた。

なお合併の際に住民投票において僅かながら反対が上回ったが、村長が「説明が足りなかった」と有線放送で流すと、説明会を開いた上で再投票を行った。結果、今度はわずかに賛成が上回り、佐々木定男村長（のち佐久穂町長）は合併を決議させた。但しこの再投票は合併賛成票の多かった旧佐久町では行われず、旧八千穂村のみで行われた。つまり旧八千穂村において合併賛成が上回るまで何回も再投票したのではないかと推測され、これは民主主義の根本的な考えからすれば疑問が残る。また長野県庁も、このような事実の訴えを受けながら、何ら対策を講じることは無かった。

## 教育
- 八千穂村立八千穂中学校
- 八千穂村立八千穂小学校

## 消防
消防は臼田町にある北部消防署の管轄となっている。

## 交通

### 鉄道路線
東日本旅客鉄道（JR東日本）小海線
八千穂駅、高岩駅

### 道路
一般国道
- 国道141号
- 国道299号（メルヘン街道）

県道
- 長野県道2号川上佐久線